# Nanobots
Nanobots è il sedicesimo album in studio del gruppo musicale alternative rock statunitense They Might Be Giants, pubblicato nel 2013.

## Tracce
1. You're on Fire – 2:41
2. Nanobots – 2:45
3. Black Ops – 3:11
4. Lost My Mind – 2:50
5. Circular Karate Chop – 2:56
6. Call You Mom – 3:06
7. Tesla – 2:04
8. Sleep – 0:42
9. Stone Cold Coup d'Etat – 2:57
10. Sometimes a Lonely Way – 2:40
11. Destroy the Past – 0:16
12. 9 Secret Steps – 1:56
13. Hive Mind – 0:06
14. Decision Makers – 0:15
15. Nouns – 0:17
16. There – 0:09
17. Insect Hospital – 1:30
18. Tick – 0:11
19. Replicant – 2:55
20. The Darlings of Lumberland – 3:21
21. Great – 0:52
22. Stuff Is Way – 1:37
23. Icky – 2:32
24. Too Tall Girl – 2:34
25. Didn't Kill Me – 0:31

## Formazione
- John Flansburgh - voce, chitarra, tastiere
- John Linnell - voce, fisarmonica, tastiere, clarinetto, sassofoni
- Marty Beller - batteria
- Dan Miller - chitarra, piano
- Danny Weinkauf - basso